# Distretto di Džankoj
Il distretto di Džankoj (in russo Джанкойский район?; in ucraino Джанкойський район?; in tataro: Canköy rayonı) è un rajon appartenente de jure alla Repubblica Autonoma di Crimea e de facto alla Repubblica di Crimea, con 74.048 abitanti al 2013. Il capoluogo è l'omonima città.

## Geografia antropica
Il distretto è suddiviso in due insediamenti urbani e 26 insediamenti rurali con 106 villaggi.

### Insediamenti di tipo urbano
- Azovs'ke
- Vil'ne

### Popolazione
La composizione della popolazione secondo i dati demografici aggiornati al censimento del 2001 è la seguente:
- Russi: 32.048 (38,9%)
- Ucraini: 27.788 (33,8%)
- Tartari di Crimea: 17.744 (21,6%)
- Bielorussi: 1.415 (1,7%)
- Polacchi: 463 (0,6%)
- Uzbeki: 246 (0,3%)
- Ceceni: 232 (0,3%)
- Ciuvasci: 217 (0,3%)
- Tatari: 192 (0,2%)
- Coreani: 188 (0,2%)
- Armeni: 179 (0,2%)
- Azeri: 179 (0,2%)